# BBC Telstar Hesper
Basket-Ball Club Telstar Hesper é um clube de basquetebol que disputa a Nationale 1 de Luxemburgo. Sua sede fica na cidade de Hesperange, Cantão de Luxemburgo e seus jogos são mandados no Centro Esportivo Holleschbierg.

## Títulos

### Nationale 2
- Finalista (1): 2020

## Temporada por temporada
| Temporada | Nivel | Liga       | Pos. | Resultado |
| --------- | ----- | ---------- | ---- | --------- |
| 2012-13   | 2     | National 2 | 10   | Rebaixado |
| 2013–14   | 3     | National 3 |      | Promovido |
| 2014–15   | 2     | National 2 | 7    |           |
| 2015–16   | 2     | National 2 | 7    |           |
| 2016-17   | 2     | National 2 | 6    |           |
| 2017-18   | 2     | National 2 | 3    |           |
| 2018-19   | 2     | National 2 | 4    |           |
| 2019-20   | 2     | National 2 | 2    | Promovido |
| 2020-21   | 1     | LBBL       | 12   |           |
| 2021-22   | 1     | LBBL       | 11º  | Rebaixado |
| 2022-23   | 3     | National 3 |      |           |
| 2023-24   | 2     | National 2 | 9º   |           |
| 2024-25   | 2     | National 2 | 11º  |           |

## Ligações Externas
- Sítio da Federação Luxemburguesa
- BBC Telstar Hesper no Facebook
- Página do clube no eurobasket.com